# مرتضى آباد (كوشك)
مرتضى آباد (بالفارسية: مرتضی‌آباد) هي منطقة سكنية تقع في إيران في قسم كوشك الريفي. يقدر عدد سكانها بـ 73 نسمة .